# Lendelede
Lendelede är en kommun i provinsen Västflandern i regionen Flandern i Belgien. Kommunen hade 5 747 invånare (2019).